# Restrepia guttulata
Restrepia  guttulata (Lindl. (1836)) es una especie de orquídeas de la familia de las Orchidaceae.
El nombre del género se nombró por las pequeñas manchas de su flor.

## Hábitat
La planta se encuentra en el bosque nublado de Ecuador y Venezuela en elevaciones de 1700 a 3000 m s. n. m.

## Descripción
Es una planta pequeña a mediana que crece con clima frío a fresco, es epífitas  con ramicauls erguido envuelto de varias brácteas con una sola hoja apical, coriácea, lanceolada o aovado-lanceolada, subaguda y que florece en la primavera en una delgada inflorescencia terminal, de 2 a 7 cm de largo, con sucesivamente una única flor de 1,75 a 5 cm de ancho que está enfundada en brácteas y tiene las flores en o por encima de la hoja.

## Nombre común
- Español: Restrepia de puntos pequeños.
- Inglés: Small-spotted Restrepia

## Sinonimia
- Restrepia maculata subsp. robledorum (Braas & Braem) H. Mohr 1996;
- Restrepia leopardina hort. 1899;
- Restrepia robledorum Braas & Braem 1992[2]